# مخيبر الأشقر
مخيبر حنا الأشقر (1977 -) هو صحافي لبناني.

## حياته ونشأته
ولد عام 1977 من عائلة أرثوذكسية (روم أرثوذكس) في حلبا - عكار (شمال لبنان).مؤسس ورئيس تحرير مجلة الحقيقة 23 أيلول 2003 (توقفت عن الصدور عام 2007).الحقيقة مجلة وطنية مستقلة جامعة.

## مسيرته
بدأ نشاطه الصحافي منذ عام 1995 كمراسل لـ «نهار الشباب» (ملحق متخصص بالشباب والجامعات أطلقته جريدة «النهار» اليومية الصادرة في بيروت) في محافظة «عكار». ومن ثم استمر في هذا الملحق حتى توقفه عن الصدور عام 2000. بعدها انتقل إلى كتابة عدد من التحقيقات المصورة في صفحة التحقيقات في جريدة «النهار». استحق العديد من التنويهات من قبل الجريدة المذكورة، خاصة التكريم الوطني الذي حظي به في ساحة الشهداء في بيروت في 6 أيار 1995 من قبل عميد «النهار» غسان تويني ووزير الثقافة اللبناني (في ذلك الحين) الأستاذ ميشال اده والشهيد جبران تويني.
- أحد مؤسسي مجلة «عكار والشمال» (مجلة شهرية مناطقية تصدر في محافظتي عكار والشمال في لبنان) عام 1996، واستمر في العمل فيها حتى عام 2002. وقد استلم رئاسة تحريرها بين عامي 2000 و2002. معد ومقدم عدد من البرامج في إذاعة «صوت الغد» (90,4 MHZ) وهي إذاعة سياسية توقفت عام 2000 وكانت تبث من طرابلس. (عدد من البرامج الإخبارية، الثقافية، الاقتصادية والرياضية... الخ).

- أسس في 23 أيلول 2003 مجلة «الحقيقة» بموجب قرار وزير الإعلام اللبناني (481/2003) وعمل على إصدارها وتولّى رئاسة تحريرها. و«الحقيقة» مجلة وطنية مستقلة جامعة. وقد نظّمت العديد من النشاطات التربوية والثقافية والرياضية، ودعمت العديد من المؤسسات التربوية.

## مشاركات
شارك في العديد من المؤتمرات والمحاضرات المتعلقة بالتحرير الصحافي وإدارة المطبوعات، أبرزها المؤتمر الدولي لإدراة الصحف في العالم العربي الذي نظّمته جريدة «النهار» بالتعاون مع منظمة الـ FIEJ العالمية والذي عُقد في «فندق البستان» بيت مري- لبنان عام 1997. رئيس الوفد الرسمي اللبناني إلى ملتقى الشارقة الثاني للشباب العربي الذي عقد في دولة الإمارات العربية المتحدة عام 2000 تحت عنوان:«الشباب والعولمة». يحمل شهادة تقدير من «حكومة الشارقة» في دولة الإمارات العربية المتحدة. مؤسس «تجمع الشباب الجامعي» عام 1998 ورئيسه حتى عام 2002، وهو تجمع يضم نخبة من الطلاب اللبنانيين المستقلين. وقد نظّم التجمع العديد من البرامج الإنمائية والثقافية وخاصة لإنماء المناطق المحرومة. عضو في العديد من الجمعيات الثقافية، وحائز على عدد من شهادات التقدير من قبل العديد من الجمعيات الثقافية والأهلية. له العديد من الندوات والمحاضرات في مواضيع البيئة والثقافة والسياسة والصحافة بدعوة من عدد من الجمعيات الأهلية. كما له عشرات المقابلات الإذاعية والتلفزيونية خاصة في محطتي تلفزيون لبنان (TL) والمؤسسة اللبنانية للإرسال (LBCI). وقد شارك في إعداد عدد من حلقات البرامج التلفزيونية. نشرت له مئات الأخبار، وعشرات المقالات والتحقيقات في مختلف المواضيع خاصة السياسية والاجتماعية والإنمائية والبيئية... الخ. له العديد من اللقاءات مع العديد من المرجعيات الزمنية والروحية اللبنانية والعربية.